# Anfanas
Anfanas es el nombre de una antigua ciudad griega de Tesalia. 
Aparece citada en un fragmento de Hecateo de Mileto mencionado por Esteban de Bizancio donde se la califica como una ciudad doria.
También es mencionada en el Periplo de Pseudo-Escílax como una ciudad del territorio de Tesalia que estaba situada junto al mar, al igual que Pagasas.
Su localización es dudosa y se han propuesto diversos lugares donde podría haber estado localizada:  Soros —pero en este caso las más recientes excavaciones parecen apuntar a que es más probable que este yacimiento deba identificarse con Pagasas—, Damari, Palio Alikes y el palaiokastro de Sesklou.